# Plaça de la Catedral (Vílnius)
La Plaça de la Catedral (en lituà: Katedros aikštė) és la plaça principal del centre històric de Vílnius, just davant de la Catedral d'estil neoclàssic d'aquesta ciutat de Lituània.
És un lloc clau en la vida pública de la ciutat, ja que està situada a l'encreuament dels carrers principals i reflecteix la diversitat del lloc. Regularment se celebren en aquest lloc fires i trobades de gent del poble, desfilades militars, actes públics religiosos i oficials, grans concerts, exposicions i festes de Cap d'any. És també un dels símbols més importants de Lituània.